# 良地村
良地村是中国福建省三明市将乐县万全乡下辖的一个村。
2012年12月17日，良地村公布为第一批“中国传统村落”。
2014年2月19日，良地村公布为第六批中国历史文化名村。
2013年1月28日，良地建筑群公布为第八批福建省文物保护单位。